# Саут-Сент-Пол (город, Миннесота)
Саут-Сент-Пол (англ. South St. Paul) — город в округе Дакота, штат Миннесота, США. На площади 15,9 км² (14,9 км² — суша, 1 км² — вода), согласно переписи 2002 года, проживают 20 167 человек. Плотность населения составляет 1357,5 чел./км².
- Телефонный код города — 651
- Почтовый индекс — 55075, 55076
- FIPS-код города — 27-61492[1]
- GNIS-идентификатор — 0652339[2]